# Petrova Ves
Petrova Ves je naseljeno mjesto u okrugu Skalica u Trnavskom kraju u Slovačkoj.

## Stanovništvo
| Godina:     | 1993. | 2003.  | 2013.   | 2023.   |
| ----------- | ----- | ------ | ------- | ------- |
| Broj ljudi: | 1000  | 1016   | 1103    | 1075    |
| Razlika:    |       | +1,6 % | +8,56 % | -2,53 % |

| Godina:     | 2022. | 2023.   |
| ----------- | ----- | ------- |
| Broj ljudi: | 1068  | 1075    |
| Razlika:    |       | +0,65 % |

Prema podacima o broju stanovnika iz 2023. godine naselje je imalo 1075 stanovnika.

## Vanjske poveznice
|  | Zajednički poslužitelj ima još gradiva o temi Petrova Ves |

- Službena stranica naselja (sl.)